# Hexarthra longicornicula
Hexarthra longicornicula är en hjuldjursart som beskrevs av Turner 1987. Hexarthra longicornicula ingår i släktet Hexarthra och familjen Hexarthridae. Inga underarter finns listade i Catalogue of Life.